# Nikola Stojiljković
Nikola Stojiljković (serbio cirílico: Никола Стојиљковић; Niš, Serbia, 17 de agosto de 1992) es un futbolista profesional serbio quién juega como delantero en el Al-Kholood Club de la Liga Profesional Saudí.

## Carrera de club

### Rad
Hizo su debut en la SuperLiga con el club Rad en un partido como local frente al Vojvodina el 30 de mayo de 2009, proporcionando el descuento vital en el 2–2. Durante su estancia en Banjica, anotó cinco goles en 26 partidos de liga, todo de ellos en la temporada 2011-12.

### Čukarički
En la ventana de transferencia de invierno en 2013, fue transferido al club Čukarički, anotando ocho goles en 14 partidos de liga hasta el final de la temporada 2012-13, lo que ayudó a ganar la promoción a la máxima categoría. Con siete goles en la temporada 2013-14, fue uno de los mejores jugadores para el éxito del equipo, terminando en quinto lugar en la liga, que finalmente les aseguró un lugar en la Liga Europea de la UEFA 2014-15. Anotó dos goles en la fase de clasificación, incluyendo el gol de la victoria contra el SV Grödig. Rerminó la temporada como máximo goleador del club con 14 goles en todas las competiciones, lo que ayudó a ganar la Copa de Serbia.

### Braga
El 8 de agosto de 2015 se unió al S.C. Braga en un contrato de cinco años. Comenzó su carrera en Braga como una segunda opción detrás de Ahmed Hassan Koka pero rápidamente se estableció como titular marcando goles vitales contra Arouca que dieron al S. C. Braga los tres puntos. El 13 de enero de 2016 marcó el segundo gol en la victoria por 2-0 ante el Arouca en la Copa de Portugal lo que le dio el pase a las semifinales.
En enero de 2019 fue cedido al R. C. D. Mallorca hasta final de temporada. Tras los seis meses en España, volvió a Portugal para jugar, también prestado, en el Boavista F. C.
En agosto de 2020 fichó por el S. C. Farense por dos temporadas. Un año después abandonó el club para jugar en el Piast Gliwice, equipo con el que firmó hasta junio de 2023.
Tras su paso por Polonia jugó en equipo árabes como el Al-Riyadh, el Dibba Al-Fujairah Club y el Al-Kholood Club.

## Selección nacional
Stojiljkovic representó a su país en la sub-17, sub-19 y sub-21. En marzo de 2016 debutó con la selección absoluta.

## Estadística de carrera
| Estación | Club      | División | Aplicaciones | Objetivos |
| -------- | --------- | -------- | ------------ | --------- |
| 2008–09  | Rad       | Div 1    | 1            | 0         |
| 2009–10  | Rad       | Div 1    | 1            | 0         |
| 2010–11  | Rad       | Div 1    | 4            | 0         |
| 2011–12  | Rad       | Div 1    | 19           | 5         |
| 2012–13  | Rad       | Div 1    | 1            | 0         |
| 2013     | Čukarički | Div 2    | 15           | 7         |
| 2013–14  | Čukarički | Div 1    | 28           | 7         |
| 2014–15  | Čukarički | Div 1    | 28           | 9         |
| 2015–16  | Čukarički | Div 1    | 3            | 2         |

## Palmarés

### Títulos nacionales
| Título           | Club            | País     | Año     |
| ---------------- | --------------- | -------- | ------- |
| Copa de Serbia   | F. K. Čukarički | Serbia   | 2014-15 |
| Copa de Portugal | S. C. Braga     | Portugal | 2015-16 |